# Olešná (Blansko)
Olešná je vesnice, část okresního města Blansko. Nachází se asi 3 km na jih od Blanska. Je zde evidováno 156 adres. Trvale zde žije 140 obyvatel.
Olešná leží v katastrálním území Olešná u Blanska o rozloze 3,86 km2.
Poprvé se Olešná uvádí na soupisu blanenského panství, které pochází z let 1317 - 1318.